# Gumshoe
Gumshoe es un videojuego de disparos con pistola de luz desarrollado y publicado por Nintendo para el hardware arcade VS. System y la consola Nintendo Entertainment System. Fue lanzado en 1986 en Norteamérica y en 1988 en Europa. Algo inusual para un juego de Nintendo es que no se lanzó en Japón. El juego fue diseñado por Yoshio Sakamoto.

## Historia
El Sr. Stevenson es un exagente del FBI convertido en detective. Recibe una nota de rescate de un jefe de la mafia, el rey Dom, que ha secuestrado a la hija de Stevenson, Jennifer. Stevenson debe recoger cinco "Black Panther Diamons" dentro de 24 horas para poder volver a ver a su hija.

## Jugabilidad
El Sr. Stevenson camina continuamente hacia la derecha, y saltará si le disparan con el NES Zapper. El jugador también debe disparar a los enemigos a medida que aparecen en la pantalla. Dispararle al Sr. Stevenson para hacerle saltar no le restará de la munición del jugador. Disparar obstáculos, o un área vacía, sin embargo, restará una bala del total. Agarrar globos rojos añadirá balas al arsenal del Sr. Stevenson.

## Lanzamiento
La fecha de lanzamiento cambió varias veces. Primero se programó para junio de 1987, luego se cambió a agosto de 1986, pero en realidad se lanzó en septiembre.